# Козиол, Эрих
Эрих Козиол (нем. Erich Kosiol) (18 февраля 1899, Кёльн — 7 сентября 1990, Зальцбург) — немецкий экономист.

## Жизнь
Профессор д-р Эрих Козиол, профессор экономики в Кёльне, Бреслау и Нюрнберге. С 1948 преподавал в Свободном университете Берлина. Объектом изучения были прежде всего теория организации предприятия и бухгалтерия. Приобрёл известность за труды в области платежных затрат в теории балансирования и учёта.